# Maetinga
Maetinga is een gemeente in de Braziliaanse deelstaat Bahia. De gemeente telt 7.884 inwoners (schatting 2009).

## Aangrenzende gemeenten
De gemeente grenst aan Caraíbas, Malhada de Pedras, Presidente Jânio Quadros en Rio do Antônio.